# 国鉄タム2400形貨車
国鉄タム2400形貨車（こくてつタム2400がたかしゃ）は、かつて日本国有鉄道（国鉄）及び1987年（昭和62年）4月の国鉄分割民営化後は日本貨物鉄道（JR貨物）に在籍した私有貨車（タンク車）である。

## 概要
本形式は、酢酸、無水酢酸専用の15t 積タンク車として1951年（昭和26年）3月16日から1964年（昭和39年）11月30日にかけて5ロット7両（タム2400 - タム2406）が、汽車製造、新潟鐵工所、日立製作所、富士重工業の4社で製作された。3両（タム2400 - タム2402）が無水酢酸専用車、4両（タム2403 - タム2406）が酢酸専用車である。
落成時の所有者は、大日本セルロイド（社名はその後ダイセルを経てダイセル化学工業となった。現在では再度ダイセル。）、電気化学工業の2社であった。夫々の常備駅は、信越本線の新井駅、北陸本線の青海駅であった。
電気化学工業所有車の内1両（タム2406）は、チッソへ名義変更された。
タンク体材質は、所有者により違いがあり大日本セルロイド所有車5両（アタム2400 - アタム2404）はアルミニウム製、電気化学工業所有車2両（タム2405 - タム2406）はステンレス鋼製であった。アルミニウム製の車両の記号番号表記は、破損防止の注意喚起のため副記号「ア」を冠し、「アタム」と称し、タンク体には「純アルミ」と標記された。
荷役方式は全車ともマンホールからの上入れ、空気管と液出管を用いた空気圧による上出し方式である。両管はタム2406を除く全車がS字管を装備している。
貨物列車の最高速度引き上げが行われた1968年（昭和43年）10月1日ダイヤ改正対応のため、一段リンク式として落成した6両（タム2400 - タム2405）の軸ばね支持方式が二段リンク式に改造された。
1979年（昭和54年）10月より化成品分類番号「燃侵38」（燃焼性の物質、侵食性の物質、引火性液体、腐食性のあるもの）が標記された。車両によっては「燃侵83」、「侵燃83」と標記されていることもあるが、意味は同じである。
全長は8,200mm、全幅は2,320mm、全高は3,697mm、軸距は4,200mm、自重は9.4t - 11.7t、換算両数は積車2.4、空車1.0である。
1987年4月の国鉄分割民営化時には2両（アタム2403 ,アタム2404）がJR貨物に継承されたが、1991年（平成3年）6月に最後まで在籍した1両（アタム2403）が廃車となり形式消滅した。

### 年度別製造数
各年度による製造会社と両数、所有者は次のとおりである。（所有者は落成時の社名）
- 昭和25年度 - 3両
  - 汽車製造 3両 大日本セルロイド（アタム2400 - アタム2402）
- 昭和29年度 - 2両
  - 新潟鐵工所 1両 大日本セルロイド（アタム2403）
  - 新潟鐵工所 1両 大日本セルロイド（アタム2404）
- 昭和30年度 - 1両
  - 日立製作所 1両 電気化学工業（タム2405）
- 昭和39年度 - 1両
  - 富士重工業 1両 電気化学工業（タム2406）